# Laura (singel Scissor Sisters)
"Laura" – pierwszy singel z debiutanckiego albumu amerykańskiej grupy pop dance Scissor Sisters zatytułowanego Scissor Sisters. Utwór został wydany w Wielkiej Brytanii w październiku 2003 roku i dotarł do #54 miejsca UK Singles Chart. 7 czerwca 2004 ukazała się reedycja, która uplasowała się na #14 miejscu.

## Track lista

### Initial UK release
- 12" vinyl picture disc (9812787), CD (9812788)

1. "Laura" – 3:36
2. "Laura" (City Hi-Fi vocal mix) – 4:24
3. "Available (For You)" – 3:40
4. "Laura" (teledysk - tylko CD)

### UK re-issue
- 12" vinyl (9866831)

1. "Laura" – 3:36
2. "Laura" (a cappella) – 3:36
3. "Laura" (Paper Faces remix) – 7:49

- CD single (9866832)

1. "Laura" – 3:36
2. "Laura" (Craig C.'s Vocal Dub Workout)

- Maxi-CD (9866833)

1. "Laura" – 3:36
2. "Borrowed Time"
3. "Laura" (Riton Re-Rub)
4. "Laura" (teledysk)
5. "Take Your Mama" (teledysk)

## Oficjalne remiksy
1. "Laura" (a cappella)
2. "Laura" (City Hi-Fi vocal mix)
3. "Laura" (City Hi-Fi instrumental mix)
4. "Laura" (Craig C's Vocal Dub Workout)
5. "Laura" (Paper Faces remix)
6. "Laura" (Ralph Myerz remix)
7. "Laura" (Riton Re-Rub)

## Notowania
| Lista (2004)        | Najwyższa pozycja |
| ------------------- | ----------------- |
| Irish Singles Chart | 17                |
| UK Singles Chart    | 12                |